# 賈銓 (弘治進士)
贾铨（1458年—？），字美信，浙江嘉興縣人，明朝政治人物。

## 生平
順天府鄉試第一百十二名舉人。弘治十二年（1499年）中式己未科會試第八十五名，二甲第八十四名進士。官至漢中府知府，正德十三年（1518年）九月因贪污下镇巡官勘问，贾铨惧而逃，遂黜为民。

## 家族
曾祖贾普霖；祖贾暹，巡检；父贾瑢。母钱氏。具庆下。弟贾镒。